# Prionomitoides viridiscutellum
Prionomitoides viridiscutellum är en stekelart som beskrevs av Girault 1915. Prionomitoides viridiscutellum ingår i släktet Prionomitoides och familjen sköldlussteklar. Inga underarter finns listade i Catalogue of Life.